# Relação empírica
Em ciência, uma relação empírica é uma baseada somente na observação mais do que em uma teoria. Uma relação empírica requer somente confirmação de dados, independendo de base teórica. Algumas vezes explanações teóricas para o que foram inicialmente consideradas relações empíricas são encontradas, em tal caso as relações não são consideradas mais empíricas. Outras vezes as relações empíricas são meramente aproximações, frequentemente equivalentes aos primeiros termos da série de Taylor da resposta "real" (embora na prática estas aproximações podem ser tão precisas que é difícil dizer se elas são aproximações). Ainda outras vezes as relações podem posteriormente ser encontradas para somente certas condições específicas, reduzindo-as a casos especiais de relações mais gerais.
Historicamente a descoberta de relações empíricas tem sido importantes como um primeiro passo fundamental na descoberta de relações teóricas verdadeiras. E ocasionalmente, o que foi pensado ser um fator empírico é julgado mais tarde ser uma constante física fundamental.
Uma equação empírica ou fórmula empírica é simplesmente uma indicação matemática de um ou mais relacionamentos empíricos na forma de uma equação.